# Wattignies-i csata
A wattignies-i csatát (ejtsd [wattinyi-i csata]) a francia forradalmi háborúk idején vívták, Wattignies falu közelében, Lille-ben (Franciaország) 1793. október 15–16-án.  A győzelmet a franciák érték el Jourdan és Carnot tábornok vezetésével  a Coburg hercege irányította osztrák seregek fölött. Ez a vereség Coburgot arra kényszerítette, hogy beszüntesse Maubeuge ostromát és visszavonuljon keletre. A győzelem emlékére a község nevét Wattignies-la-Victoire-ra változtatták (ejtsd: [wattinyi-laviktoár]).
Meg kell jegyezni, hogy számos történész gyakran összetéveszt két csatát:
1. egy korábbi csata 1708-ban, Lille ostroma idején, amit Marlborough hercege nyert meg, Lille közelében (a spanyol örökösödési háború során), és
2. ez a csata 1793-ban, a francia forradalmi háborúk idején, Maubeuge mellett.

## Október 15.
A szövetséges hadsereg, az osztrákokkal az élen, Coburg herceg irányításával Maubeuge-t kezdték ostromolni, a forradalmi hadsereg ennek felmentésére készült, és Avesnes-nél gyülekezett. Coburg hercege 21 000 emberét megpróbálta fedezékben hagyni az Avesnes és Maubeuge közti úton: a jobb szárnyon 5000 embert Sambre-nál, 9000 embert a centrumban, a gerincen, az erdők küzdőterén, és a maradékot a bal szárnyon a wattignies-i síkságon.
A republikánus parancsnok, Jourdan az erdők hosszú vonalán állította fel a seregét az ellenség számára elrejtve láthatatlanul ; 14 000 embere Fromentin tábornok vezetésével támadt a  jobbszárnyon, 16 000 főt Duquenoy vezetésével Wattignies felé küldött, és 13 000 katonának Balland generális irányítása alatt adta azt a feladatot, hogy tartsa a közepet, amíg a többi hadoszlop elvégzi a feladatát és azt követően indítson támadást. A maubeuge-i helyőrség, amelynek létszáma megközelítette az ostromlókét – bár nem kapta feladatul – Ferrand tábornok vezetésével kitört. Így Jourdan erői kettő az egy arányban fölénybe kerültek az ellenséggel szemben.
De a franciák még a hondschootei csatában tanúsított magatartásuknál is fegyelmezetlenebbek voltak. A balszárny támadása hosszan fejlődött fel, nem használták ki a völgyek holt tereit, amikor a franciák elérték a szelídebb lejtőket, a völgyekben az osztrákok áttörtek a tömegen, az osztrák lovasság átvágott a franciákon.
Carnot támadást rendelt el a centrumban, ez azon a feltételezésen alapult, hogy minden olyan jól megy a szárnyakon, mint a balszárnyon. A meredek lejtőkön nyomultak előre, és a hegytetőről megpillantották a völgyben Coburg legjobb csapatait. A fegyelmezett sortűz és a jól időzített lovassági támadás ismét visszasöpörte a támadókat.
A francia jobbszárny elérte, de nem tudta tartani Wattigniest. Carnot és Jourdan szemében ez puszta balszerencsének számított. Jourdan  meg kívánta újítani a balszárnyon a támadást, de Carnot, mint hadmérnök, megvizsgálta a wattignies-i fennsík kulcspozícióit, és az ő véleménye érvényesült.

## Október 16
Az éjszaka az erőviszonyok nagyjából kiegyenlítődtek, ami a franciák hibájából eredt. A harcok most a Wattignies környéki fennsíkra tevődtek át. Coburg időközben megerősítette a szárnyakat, úgy hallotta, tévesen, hogy Jourdan 100 000 fős erősítést kapott. Hiába hívott erősítést néhány friss zászlóaljnyi erővel, csak 23 000 embere maradt.A valóságban Jourdan nem kapott erősítést, az első kudarca hatását majdnem teljesen semlegesítette a számbeli fölény, és a lelkesedés.
Október 16-án a francia hadseregnek hosszú harc után sikerült elfoglalni a fennsíkot, és Coburg, miután elvesztette a 2500 emberét, felhagyott Maubeuge ostromával és visszavonult kelet felé.

## Képek

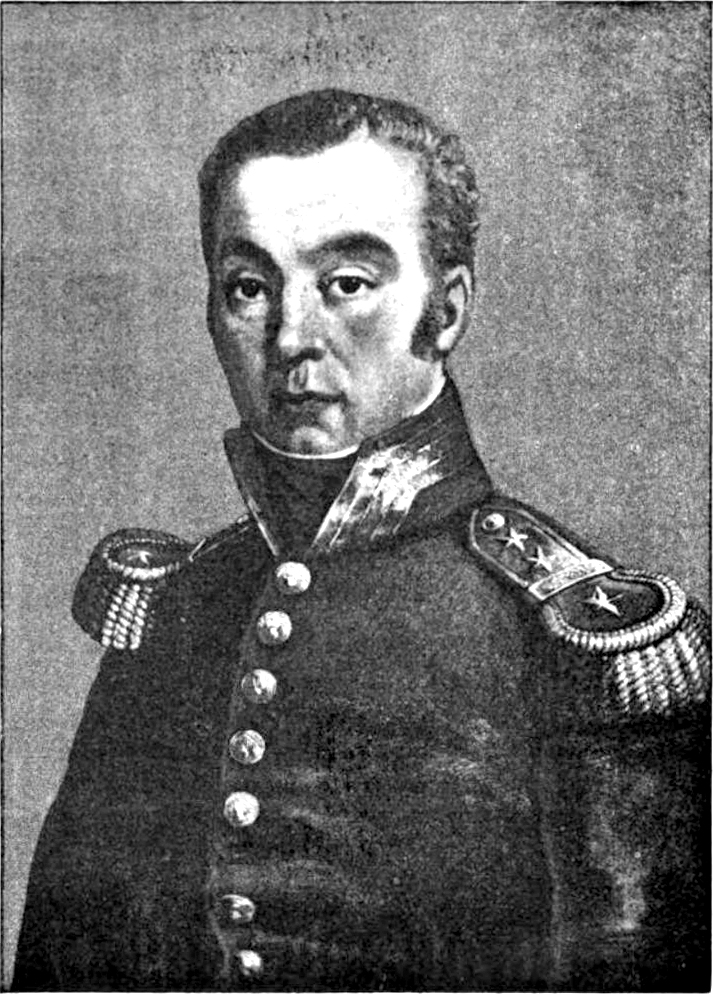
Jacques Fromentin
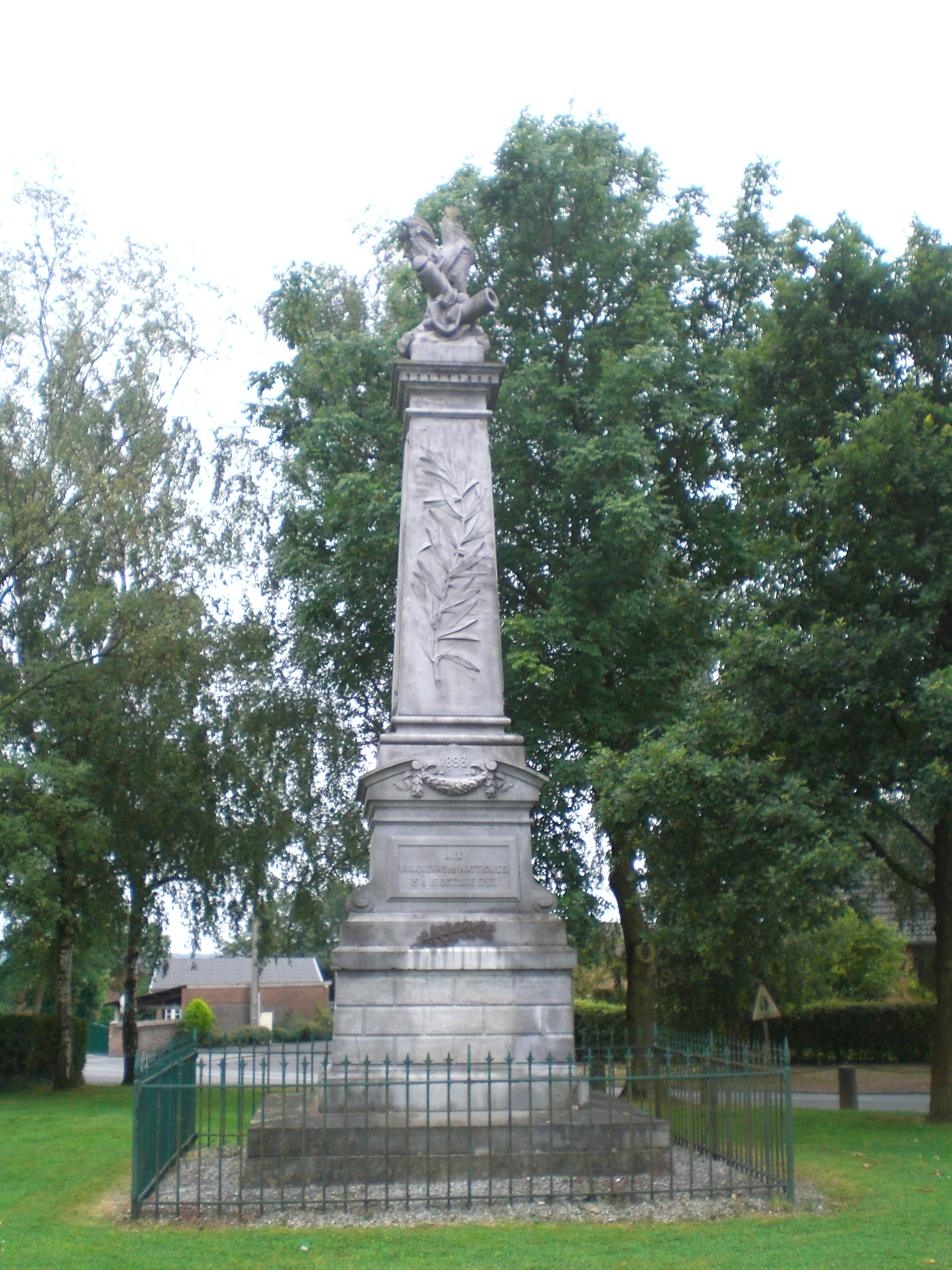
A csata emlékműve
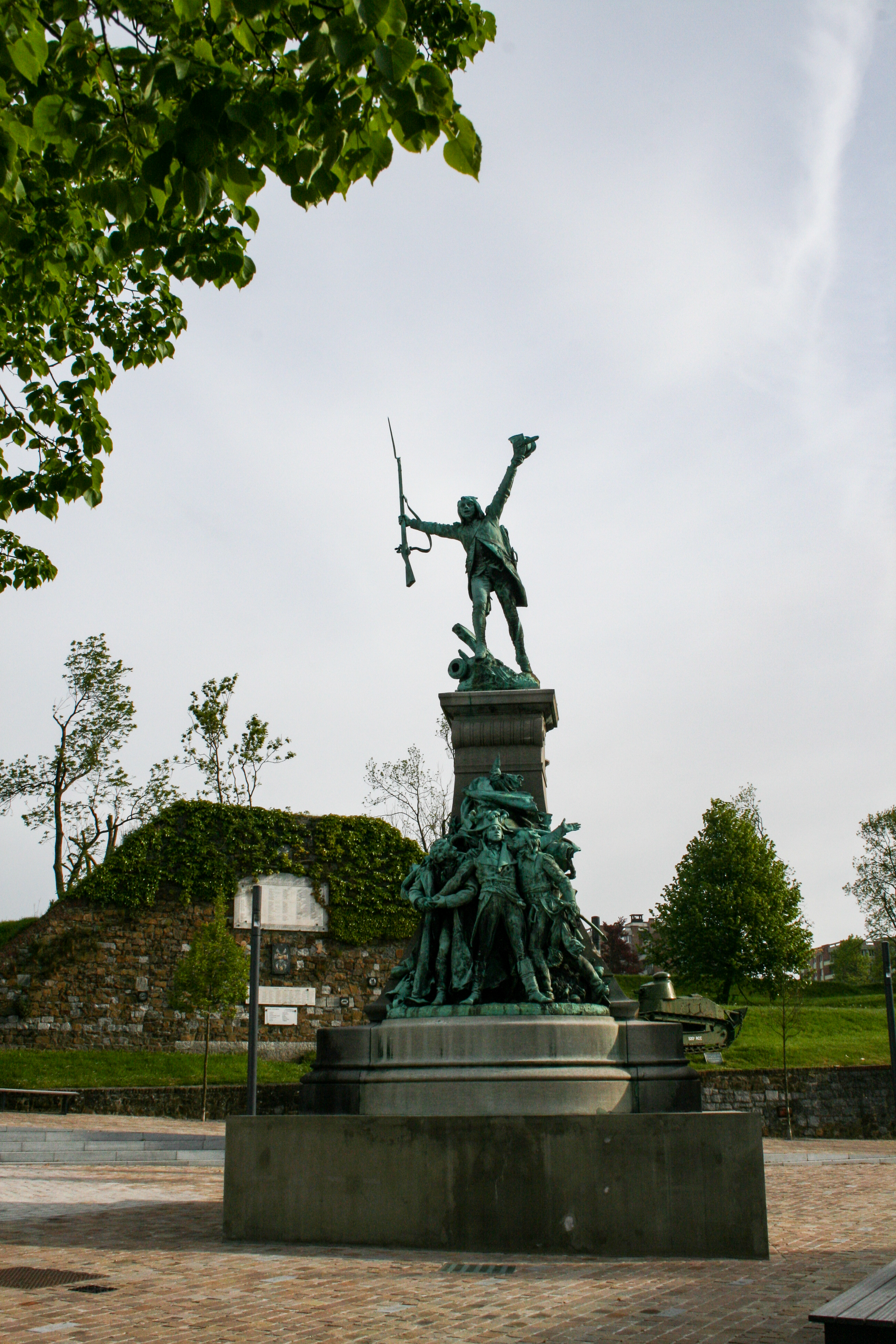
Emlékmű Maubeuge városában

## Fordítás
- Ez a szócikk részben vagy egészben  a   Battle of Wattignies (1793) című angol Wikipédia-szócikk fordításán alapul.  Az eredeti cikk szerkesztőit annak laptörténete sorolja fel. Ez a jelzés csupán a megfogalmazás eredetét és a szerzői jogokat jelzi, nem szolgál a cikkben szereplő információk forrásmegjelöléseként.